# Хрушевє
Хрушевє (словен. Hruševje) — поселення в общині Постойна, Регіон Нотрансько-крашка, Словенія. Висота над рівнем моря: 562,8 м.